# Cua de ventall ventreblanc
El cua de ventall ventreblanc (Rhipidura euryura) és un ocell de la família dels ripidúrids (Rhipiduridae).

## Hàbitat i distribució
Habita els boscos de les muntanyes de Java.